# Frank Hannon
Pour les articles homonymes, voir Hannon.
Frank Hannon (né en 1966 à Los Angeles, Californie) est un guitariste de rock, surtout connu pour être un membre de Tesla.

## Discographie

### Tesla
- 1986: Mechanical Resonance
- 1989: The Great Radio Controversy
- 1991: Five Man Acoustical Jam
- 1991: Psychotic Supper
- 1994: Bust a Nut
- 1995: Time's Makin' Changes (best of)

Séparation en 1996 puis reformation en 2000.
- 2004: Into The Now
- 2007: Real To Reel

### Moon Dog Mane
- 1998: Turn It Up